# Bama (Autorin)
Bama, mit vollem Namen Bama Faustina Soosairaj (geboren 1958 als Faustina Mary Fatima Rani) ist eine indische Feministin und Autorin. Sie wurde vor allem durch ihren autobiographischen Roman Karukku bekannt, in dem sie unter anderem die Lebenssituation der Dalit thematisiert. Neben Romanen veröffentlichte sie auch Sammlungen von Kurzgeschichten. Sie schreibt in der Sprache Tamil, ihre Werke wurden teilweise ins Englische und ins Französische übersetzt.

## Leben und Werk
Bama wuchs in einem kleinen Dorf, Puthupatti, in Tamil Nadu in einer christlichen Dalit-Familie auf. Als Angehörige der Dalit erlitt sie Armut, Diskriminierung und wurde wiederholt Zeugin von Gewalt gegen Dalits. Dennoch beschreibt sie ihre Kindheit als glücklich. Ihr älterer Bruder begeisterte sie für das Lesen und brachte sie mit der Tamilliteratur, speziell Jayakantan, Akilan und Na. Parthasarathy in Berührung. Während ihrer Collegezeit begeisterte sie sich für die Werke von Khalil Gibran and Rabindranath Tagore. Sie begann selbst Gedichte zu schreiben.
Nach der Collegeausbildung war sie zunächst als Lehrerin tätig. Im Alter von 26 Jahren entschloss sie sich Nonne zu werden und einem Orden beizutreten. Sie wollte auf diese Art und Weise die Begrenzungen des Kastenwesens hinter sich lassen und hoffte, so besser armen Kindern der Dalit helfen zu können. Nach sieben Jahren verließ Bama 1992 die Ordensgemeinschaft. Ihre Familie erwartete, dass sie heiraten und eine Familie gründen würde. Bama empfand diese Zeit als für sich sehr schwierig und klagte viel, unter anderem über den Verlust der glücklichen Tage der Kindheit. Dies veranlasste einen Freund oder eine Freundin zu dem Rat, diese Zeit schriftlich festzuhalten – der Impetus für den Beginn der schriftstellerischen Karriere Bamas. Bama nahm neben dem Schreiben auch ihre Tätigkeit als Lehrerin wieder auf.
Ihr erstes Buch, Karukku, erregte bei seiner Veröffentlichung erhebliches Aufsehen. Viele Dalit sahen sich darin zunächst zu negativ dargestellt, aber insbesondere die jüngere Generation verstand, was sie mit dieser Art der Darstellung zeigen wollte und zollte ihr Respekt. Andere Leser kritisierten ihren Schreibstil und ihre Sprache als nicht „schön“ genug und fühlten sich möglicherweise mit der Wahl ihrer Themen nicht wohl. Bama schrieb nach ihrer Erstveröffentlichung vor allem kürzere Texte, die in Sammelbänden veröffentlicht wurden. Ziel ihres Schreibens ist es, gegen die Ungerechtigkeit in der Welt, vor allem sofern diese gegen die Dalit gerichtet ist, vorzugehen. Sie selbst sagt, dass sie vor allem in den Romanen Sangati und Manushi und in einigen Kurzgeschichten feministische Standpunkte, speziell Dalitfeminismus vertritt.
2000 gewann Bama mit Karukku den Crossword Book Award.

## Rezeption
Stimmen zu Karukku:

“What I loved the most about the book is how Bama writes an honest, vulnerable version of herself in it. Its nuance is incredible, as she describes not only her experiences as Dalit and a woman, but also the loneliness of her everyday life.”

„Was ich am meisten an diesem Buch liebe ist die Art, wie Bama eine ehrliche, verletzliche Versionen ihrer selbst beschreibt. Die Nuancen sind unglaublich, sie beschreibt  nicht nur ihre eigenen Erfahrungen als Dalit und als Frau, sondern auch die Einsamkeit ihres Alltags.“

„Bama captures a moment that contains a paradox: she seeks an identity, but seeks a change which means an end to that identity.“

„Bama hält einen Moment fest, der ein Paradox enthält: sie sucht nach einer Identität, aber sucht nach einer Veränderung, die ein Ende dieser Identität bedeutet“

## Werke
- Karukku, Roman, 1992
- Sangati, Roman, 1994
- Kusumbukkaran, Kurzgeschichten 1996
- Vanmam, Roman, 2002
- Oru Tattvum Erumaiyum, Kurzgeschichten, 2003
- Manushi, Roman, 2011